# National Trust of Australia
De National Trust of Australia, officieel de Australian Council of National Trusts (ACNT), is een overkoepelend orgaan voor niet-gouvernementele organisaties die zich inzetten voor de promotie en het behoud van het inheemse, natuurlijke en historische erfgoed van Australië.
Sinds 1965 verenigt de National Trust acht autonome trusts uit de deelstaten of territoria en voorziet hen van een nationaal secretariaat en een nationale en internationale vertegenwoordiging. Gezamenlijk bezitten of beheren de trusts meer dan 300 erfgoederen (waarvan de meerderheid voor de eeuwigheid). 
De nationale trusts stellen zo'n driehonderdvijftig mensen te werk die ongeveer zevenduizend vrijwilligers over het hele land bijstaan. Jaarlijks bezoeken ongeveer één miljoen mensen de eigendommen en collecties onder beheer. 

## Geschiedenis
Naar het voorbeeld van de Britse National Trust for Places of Historic Interest or Natural Beauty en geïnspireerd door lokale campagnes voor het behoud van inheemse natuurlijke landschappen en van oude gebouwen, werden de eerste Australische nationale trusts opgericht in New South Wales (1945), Zuid-Australië (1955) en Victoria (1956). Later volgden West-Australië, Tasmania en Queensland nog.
De drijvende kracht achter de ontwikkeling van de National Trust in Australië was Annie Forsyth Wyatt (1885-1961). Ze leefde een groot deel van haar leven in een huisje in Gordon, een buitenwijk van Sydney in New South Wales. Wyatt woonde in de Sydneyse buitenwijk St Ives toen ze stierf.
De National Trust vestigde zich in 1975 in een voormalig schoolgebouw van de Fort Street High School nabij het observatorium van Sydney nadat de meisjesschool zich in Petersham met de jongensschool had samengevoegd. De jongensschool was reeds in 1916 daarheen verhuisd. Het karakteristieke gebouw heeft zijn uiterlijk behouden sinds het in 1849 een school werd en is zichtbaar vanaf de voet van de Sydney Harbour Bridge.

## Aangesloten organisaties
De aangesloten organisaties zijn :
| Organisatie                                      | Jurisdictie                  | Gesticht | Eigendommen in beheer | Eigendommen in eigendom | Officiële website                                                               | Noten       |
| ------------------------------------------------ | ---------------------------- | -------- | --------------------- | ----------------------- | ------------------------------------------------------------------------------- | ----------- |
| National Trust of Australia (ACT)                | Australian Capital Territory | 1976     | ?                     | ?                       | http://www.nationaltrust.org.au/act                                             |             |
| National Trust of Australia (New South Wales)    | New South Wales              | 1947     | 18                    | 38                      | https://www.nationaltrust.org.au/nsw/                                           | [dode link] |
| National Trust of Australia (Northern Territory) | Northern Territory           | 1976     | 19                    | ?                       | http://www.nationaltrust.org.au/nt                                              |             |
| National Trust of Queensland                     | Queensland                   | 1963     | ?                     | ?                       | http://www.nationaltrust.org.au/qld                                             |             |
| National Trust of South Australia                | South Australia              | 1955     | 120                   | 120                     | http://www.nationaltrust.org.au/sa                                              |             |
| National Trust of Australia (Tasmania)           | Tasmania                     | 1960     | 9                     | 9                       | http://www.nationaltrust.org.au/tas                                             |             |
| National Trust of Australia (Victoria)           | Victoria                     | 1956     | 40                    | 32                      | http://www.nationaltrust.org.au/vic                                             |             |
| National Trust of Australia (WA)                 | Western Australia            | 1959     | ?                     | ?                       | https://web.archive.org/web/20190403135141/https://www.nationaltrust.org.au/wa/ |             |

- Trove: 633198